# Supercup (Handballturnier) 1995
Der Supercup 1995 war die neunte Austragung des Supercups im Handball der Männer. Das Turnier mit sechs teilnehmenden Nationalmannschaften fand vom 21. bis 25. November 1995 in Deutschland statt. Das Finale wurde in Karlsruhe ausgetragen.

## Vorrunde

### Gruppe A
| Pl. | Land        | Sp. | S | U | N | Tore    | Diff. | Punkte |
| --- | ----------- | --- | - | - | - | ------- | ----- | ------ |
| 1.  | Frankreich  | 2   | 2 | 0 | 0 | 055:420 | +13   | 4      |
| 2.  | Deutschland | 2   | 1 | 0 | 1 | 049:430 | +6    | 2      |
| 3.  | Rumänien    | 2   | 0 | 0 | 2 | 040:590 | −19   | 0      |

| 21. November 1995 | Deutschland | 27:20 | Rumänien | Schleyerhalle, Stuttgart |
| 21. November 1995 | (15:11)     |       |          | Schleyerhalle, Stuttgart |
| 21. November 1995 |             |       |          | Schleyerhalle, Stuttgart |

| 22. November 1995 | Frankreich                      | 23:22   | Deutschland                         | Schleyerhalle, Stuttgart Zuschauer: 6.600 |
| 22. November 1995 | meiste Tore: Frédéric Volle (7) | (12:13) | meiste Tore: Stefan Kretzschmar (5) | Schleyerhalle, Stuttgart Zuschauer: 6.600 |
| 22. November 1995 | Spielbericht                    |         |                                     | Schleyerhalle, Stuttgart Zuschauer: 6.600 |

| 23. November 1995 | Frankreich                       | 32:20   | Rumänien                                      | Hohenstaufenhalle, Göppingen |
| 23. November 1995 | meiste Tore: Guéric Kervadec (8) | (13:10) | meiste Tore: Robert Licu, Adi Popovici (je 6) | Hohenstaufenhalle, Göppingen |
| 23. November 1995 | Spielbericht                     |         |                                               | Hohenstaufenhalle, Göppingen |

### Gruppe B
| Pl. | Land     | Sp. | S | U | N | Tore    | Diff. | Punkte |
| --- | -------- | --- | - | - | - | ------- | ----- | ------ |
| 1.  | Schweden | 2   | 2 | 0 | 0 | 046:430 | +3    | 4      |
| 2.  | Russland | 2   | 0 | 1 | 1 | 046:470 | −1    | 1      |
| 3.  | Spanien  | 2   | 0 | 1 | 1 | 045:470 | −2    | 1      |

| 21. November 1995 | Schweden                          | 23:21  | Spanien                            | Schleyerhalle, Stuttgart Zuschauer: 2.000 Schiedsrichter: Vorderleitner, Wille |
| 21. November 1995 | meiste Tore: Magnus Andersson (7) | (10:7) | meiste Tore: Talant Dujshebaev (7) | Schleyerhalle, Stuttgart Zuschauer: 2.000 Schiedsrichter: Vorderleitner, Wille |
| 21. November 1995 | Spielbericht                      |        |                                    | Schleyerhalle, Stuttgart Zuschauer: 2.000 Schiedsrichter: Vorderleitner, Wille |

| 22. November 1995 | Russland                         | 24:24   | Spanien                           | Schleyerhalle, Stuttgart Zuschauer: 6.000 Schiedsrichter: Bußjäger, Hauck |
| 22. November 1995 | meiste Tore: Oleg Kuleschow (10) | (12:12) | meiste Tore: Iñaki Urdangarin (5) | Schleyerhalle, Stuttgart Zuschauer: 6.000 Schiedsrichter: Bußjäger, Hauck |
| 22. November 1995 | Spielbericht                     |         |                                   | Schleyerhalle, Stuttgart Zuschauer: 6.000 Schiedsrichter: Bußjäger, Hauck |

| 23. November 1995 | Schweden                    | 23:22  | Russland                           | Hohenstaufenhalle, Göppingen Zuschauer: 1.500 Schiedsrichter: Thomas, Thomas |
| 23. November 1995 | meiste Tore: Erik Hajas (4) | (12:9) | meiste Tore: Dmitri Torgowanow (8) | Hohenstaufenhalle, Göppingen Zuschauer: 1.500 Schiedsrichter: Thomas, Thomas |
| 23. November 1995 | Spielbericht                |        |                                    | Hohenstaufenhalle, Göppingen Zuschauer: 1.500 Schiedsrichter: Thomas, Thomas |

### Halbfinale
| 24. November 1995 | Deutschland                          | 26:23  | Schweden                        | Europahalle, Karlsruhe Zuschauer: 3.500 Schiedsrichter: Klucso, Lekrinszki |
| 24. November 1995 | meiste Tore: Christian Schwarzer (8) | (14:9) | meiste Tore: Staffan Olsson (5) | Europahalle, Karlsruhe Zuschauer: 3.500 Schiedsrichter: Klucso, Lekrinszki |
| 24. November 1995 | Spielbericht                         |        |                                 | Europahalle, Karlsruhe Zuschauer: 3.500 Schiedsrichter: Klucso, Lekrinszki |

| 24. November 1995 | Russland                         | 26:24   | Frankreich                     | Europahalle, Karlsruhe |
| 24. November 1995 | meiste Tore: Wassili Kudinow (7) | (15:11) | meiste Tore: Denis Lathoud (8) | Europahalle, Karlsruhe |
| 24. November 1995 | Spielbericht                     |         |                                | Europahalle, Karlsruhe |

### Spiel um Platz 5
| 24. November 1995 | Spanien                           | 28:20   | Rumänien                       | Europahalle, Karlsruhe Zuschauer: 3.120 Schiedsrichter: Vorderleitner, Wille |
| 24. November 1995 | meiste Tore: Iñaki Urdangarin (7) | (14:10) | meiste Tore: Ciprian Beșta (9) | Europahalle, Karlsruhe Zuschauer: 3.120 Schiedsrichter: Vorderleitner, Wille |
| 24. November 1995 | Spielbericht                      |         |                                | Europahalle, Karlsruhe Zuschauer: 3.120 Schiedsrichter: Vorderleitner, Wille |

### Spiel um Platz 3
| 25. November 1995 | Schweden                          | 25:20  | Frankreich                        | Europahalle, Karlsruhe Zuschauer: 2.500 Schiedsrichter: Klucso, Lekrinszki |
| 25. November 1995 | meiste Tore: Magnus Wislander (5) | (11:9) | meiste Tore: Olivier Maurelli (4) | Europahalle, Karlsruhe Zuschauer: 2.500 Schiedsrichter: Klucso, Lekrinszki |
| 25. November 1995 | Spielbericht                      |        |                                   | Europahalle, Karlsruhe Zuschauer: 2.500 Schiedsrichter: Klucso, Lekrinszki |

### Finale
| 25. November 1995 | Russland | 18:16 | Deutschland | Europahalle, Karlsruhe |
| 25. November 1995 | (10:10)  |       |             | Europahalle, Karlsruhe |
| 25. November 1995 |          |       |             | Europahalle, Karlsruhe |

## Abschlussplatzierungen
| Platz | Nation      | Spieler | Trainer                 |
| ----- | ----------- | --- | ----------------------- |
| 1.    | Russland    | Andrei Lawrow, Pawel Sukosjan, Igor Lawrow, Alexei Franzusow, Oleg Kuleschow, Eduard Kokscharow, Lew Woronin, Wassili Kudinow, Alexei Demidow, Dmitri Torgowanow, Stanislaw Kulintschenko, Oleg Grebnew, Wjatscheslaw Atawin, Sergei Pogorelow, Roman Serikow   | Wladimir Maximow        |
| 2.    | Deutschland | Andreas Thiel, Jan Holpert, Mike Fuhrig, Vigindas Petkevičius, Stefan Kretzschmar, Jan Fegter, Christian Schwarzer, Klaus-Dieter Petersen, Volker Zerbe, Thomas Knorr, Jörg Kunze, Martin Schmidt, Kay Rothenpieler, Karsten Kohlhaas, Markus Baur              | Arno Ehret              |
| 3.    | Schweden    | Mats Olsson, Tomas Svensson, Jan Stankiewicz, Robert Hedin, Magnus Wislander, Thomas Sivertsson, Ola Lindgren, Per Carlén, Erik Hajas, Johan Petersson, Stefan Lövgren, Pierre Thorsson, Staffan Olsson, Magnus Andersson, Anders Bäckegren, Nicklas Martinsson | Bengt Johansson         |
| 4.    | Frankreich  | Christian Gaudin, Bruno Martini, Marc Wiltberger, Pascal Mahé, Denis Lathoud, Guéric Kervadec, Gaël Monthurel, Stéphane Cordinier, Grégory Anquetil, Éric Amalou, Stéphane Joulin, Olivier Maurelli, Stéphane Stoecklin, Joël Abati, Frédéric Volle             | Daniel Costantini       |
| 5.    | Spanien     | Jaume Fort, David Barrufet, Antonio Carlos Ortega, Alberto Urdiales, Aitor Etxaburu, Juancho Pérez, Salvador Esquer, Iñaki Urdangarin, Talant Dujshebaev, Chechu Fernández, Demetrio Lozano, Fernando Barbeito, Raúl González                                   | Juan de Dios Román Seco |
| 6.    | Rumänien    | Liviu Ianoș, Daniel Apostu, Cosmin Hendrea, Eliodor Voica, Ionel Radu, Alexandru Dedu, Iulian Alexandru, Robert Licu, Florin Vasiliu, Petru Pop, Ciprian Beșta, Ionel Ene, Sebastian Bota, Ştefan Laufceac, Adi Popovici                                        | Lascăr Pană             |